# アルテュール・グー

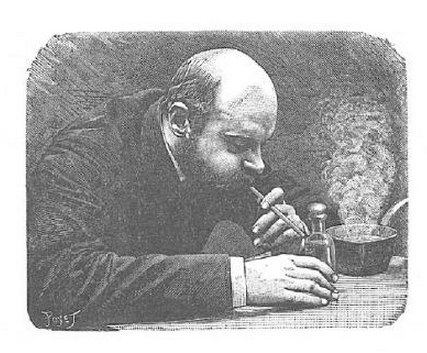
ルイ・ポイエによる肖像画（1913年）

アルテュール・グー (仏：Arthur Good、1853年8月16日または8月26日 - 1928年3月30日）はフランスの工学者、サイエンスライター、イラストレーター。19世紀末から『イリュストラシオン』にDIYの通俗科学コラムを発表した。
彼が描いた科学装置のイラストは、のちにシュルレアリスムのコラージュ作品としても受け入れられ、マックス・エルンストやジョゼフ・コーネルなどの芸術家にも影響を与えた。

## 人物
グーはセーヌ＝マリティーム県のモンテヴィリエでプロテスタントの牧師 ギュスターヴ・フレデリック・グー（Gustave Frédéric Good、1823–1896) と母 ルイーズ・ステファニー・モノー (Louise Stéphanie Monod、1827–1909）との間に生まれた。 グーはパリのエコール・サントラル・パリで工学を学んだ。彼は1881年に結婚し、4人の子供を授かった。

## 楽しい科学

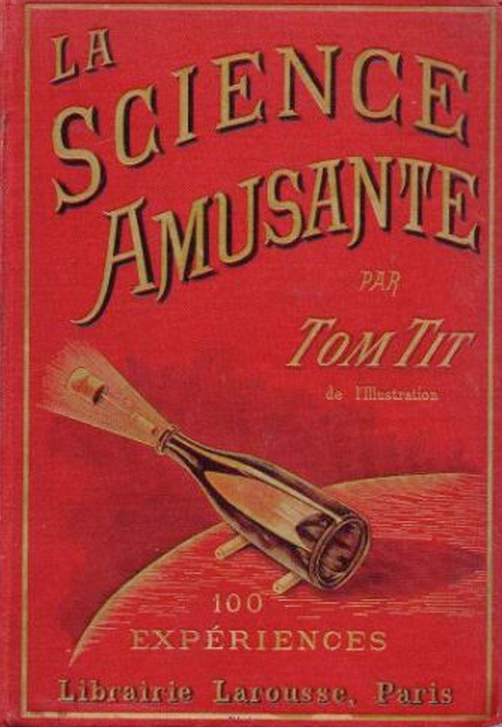
『楽しい科学』第1巻

グーはトム・ティ（TOM TIT）というペンネームで新聞の『イリュストラシオン』に「ラ・スィヤーンス・アミュゾント」(La Science amusante、楽しい科学) と題する通俗科学のコラムを週間連載した。グーはここで一般家庭を愉しませることを目的とした簡単なゲームから高度な科学実験まで、さまざまな物理的な実験を紹介した。その中には磁性や表面張力を含む、さまざまな物理的、科学的原理が採り入れられている。
グーは、La Récréation En Famille などの著書で科学の教育が家族全員にとって共栄であり娯楽となりうることを主張した。彼はこの記事をひとりの子供に捧げ、「今日、この本を捧げるにあたって、わたしたちが一緒に実験を試みたり、装置を組み立てたりして過ごした幸せなひとときを皆さんへのおみやげにしたいと思います。」と書いた。
グーは、瓶、卵、コルク、ロウソク、石鹸などの身の周りのものを使用して、「シャボン玉のシャンデリア」のような即席の科学装置を作成した。彼が作る作品には想像力に富んだ魅力があり、シュルレアリスムのコラージュ作品と比較されることもある。これらのイラストはサイエンティフィック・イラストレーターのルイ・ポイエとその助手たちによって精細に描かれたものである。
「ラ・スィヤーンス・アミュゾント」のコラムは3巻シリーズの書籍にまとめられ、1889年から順次出版された。各巻にはそれぞれ100種類の実験が含まれており、130もの版を重ね、英語、イタリア語、スペイン語版も出版された。今日、グーの著書はキッチン・サイエンスの紹介や子供向けの実践的な実験など、科学教育の現代的な実践方法の基礎を築いたと考えられている。

## その他の出版物

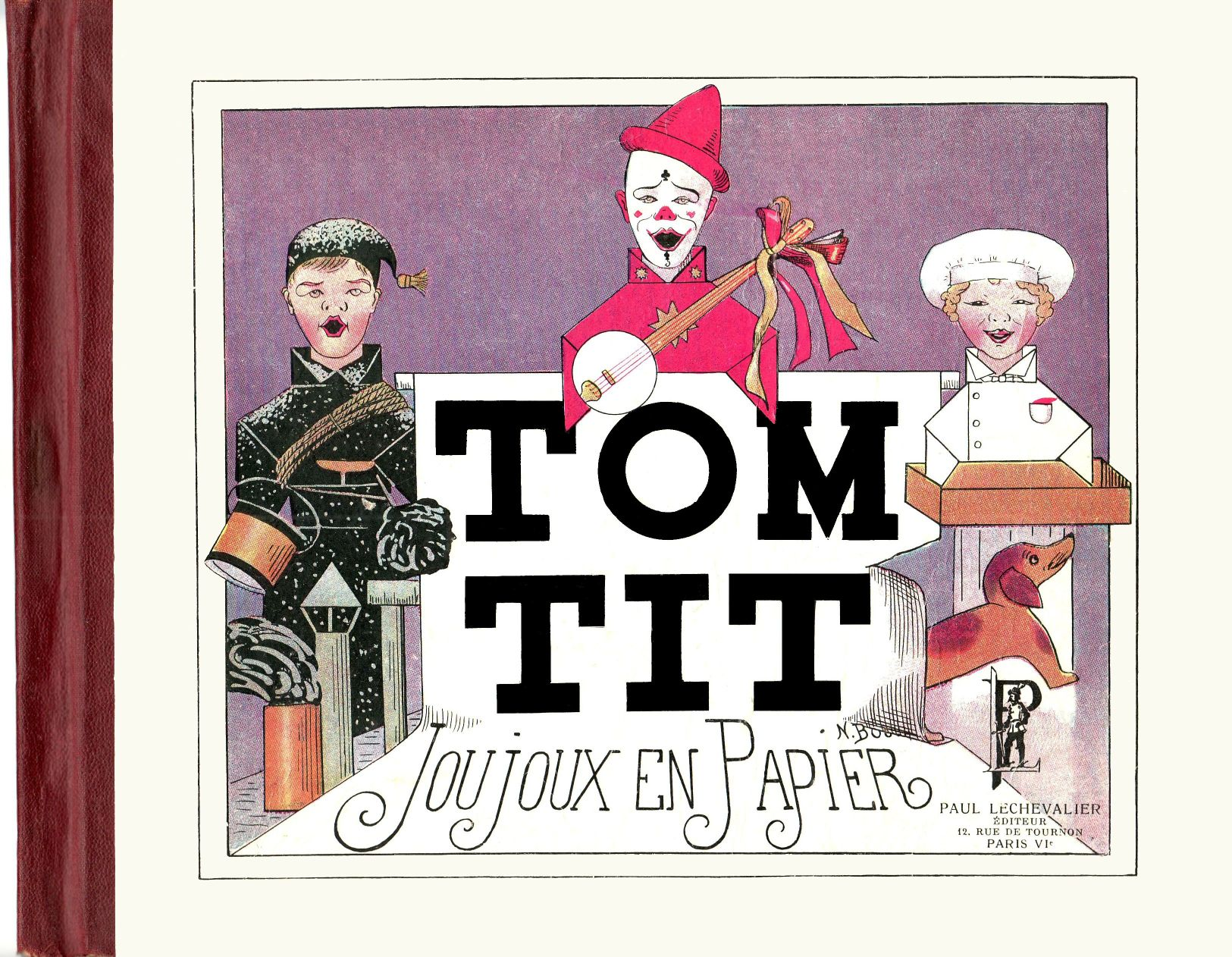
『紙のおもちゃ』

グーは Pour Amuser Les Petits ou les joujoux qu’on peut faire soi-même (小さな子供たちを愉しませるための、または自分で作る小さなおもちゃ)、La Récréation En Famille (家族のリクレーション)、Les Bons Jeudis (楽しい木曜日) 、Joujoux en Papier (紙のおもちゃ)などの著書でDIYの愉しみを説き、1885年から1888年にかけては新発明を特集する定期刊行物 Le Chercheur の編集者を務め、科学雑誌ラ・ナテュールにも寄稿した。
グーは科学教育の出版物のほか、1913年に著名な英国人のカリカチュアを出版した。彼は全米国家親善開発協会 (Société nationale d'encouragement au bien) からメダルを授与された。

## シュルレアリスム
1920年代から1930年代にかけて、マックス・エルンストやジョゼフ・コーネルなどのシュルレアリスムの芸術家たちは、グーのイラストに触発され、自分たちの作品に採り入れている。

## ギャラリー

『楽しい科学』の実験
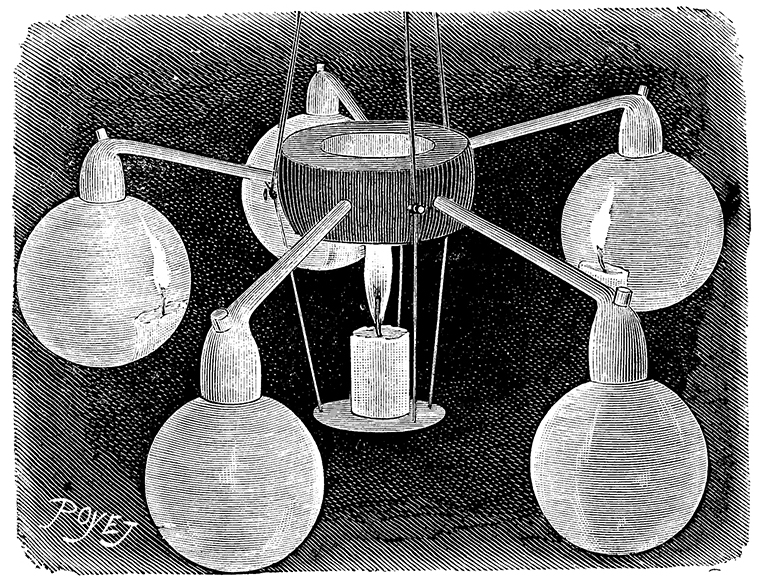
シャボン玉のシャンデリア
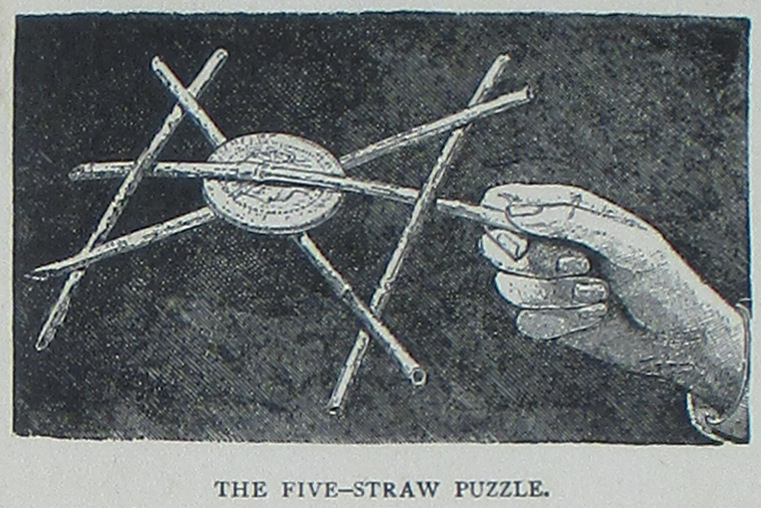
5本のストローのパズル
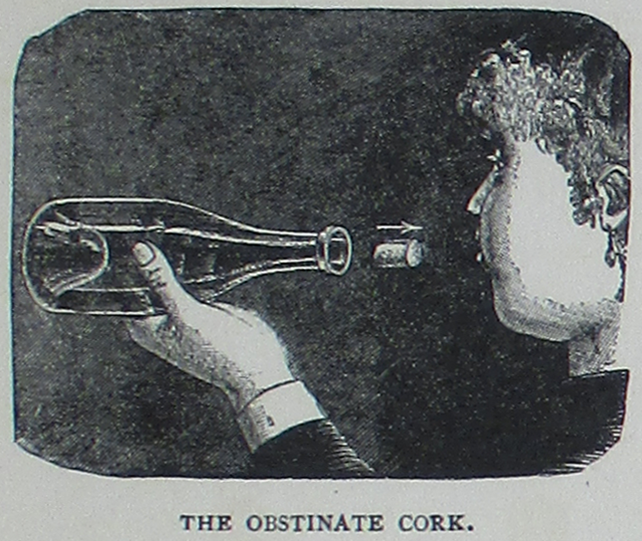
しぶといコルク
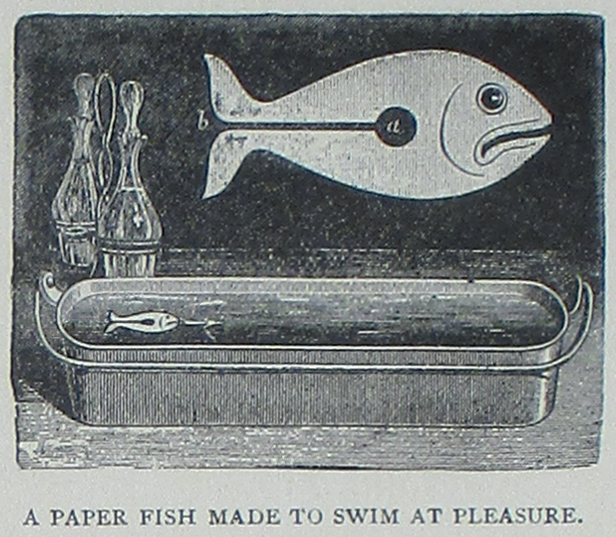
楽しげに泳ぐ紙の魚
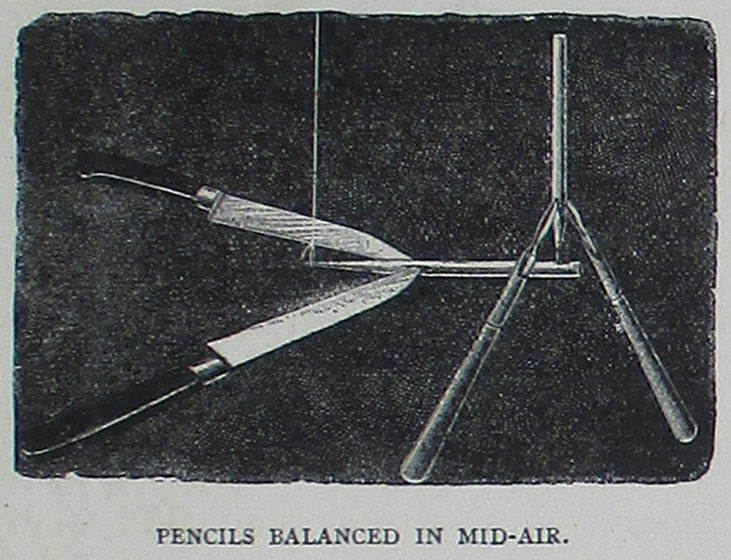
宙に浮く鉛筆
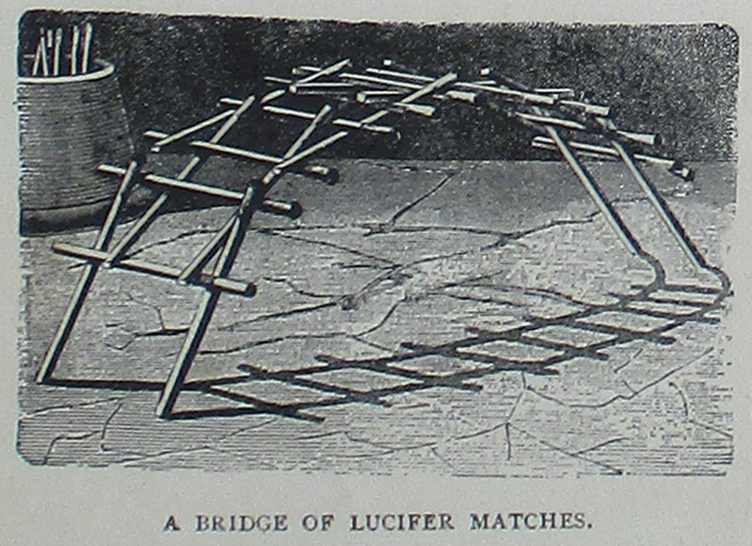
悪魔のマッチ棒の橋

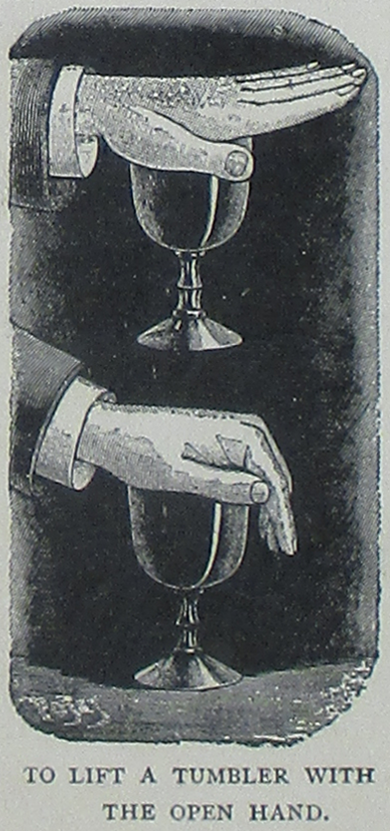
手のひらで持ち上がるタンブラー
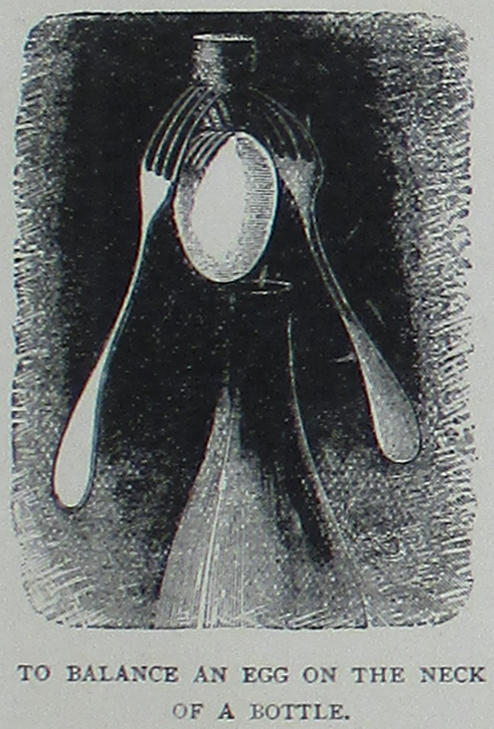
瓶の首に載った卵
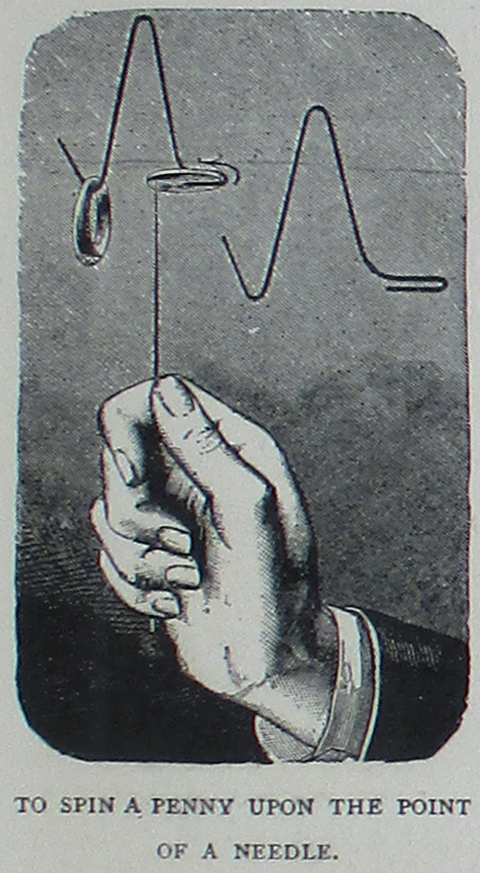
針の上で回る硬貨
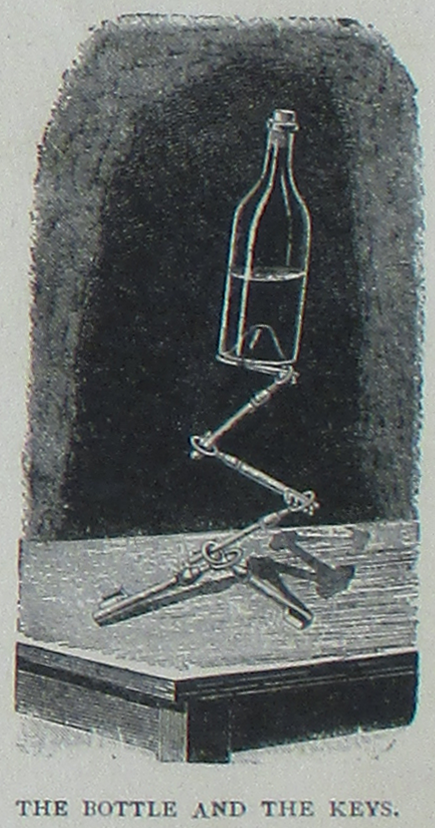
瓶と鍵
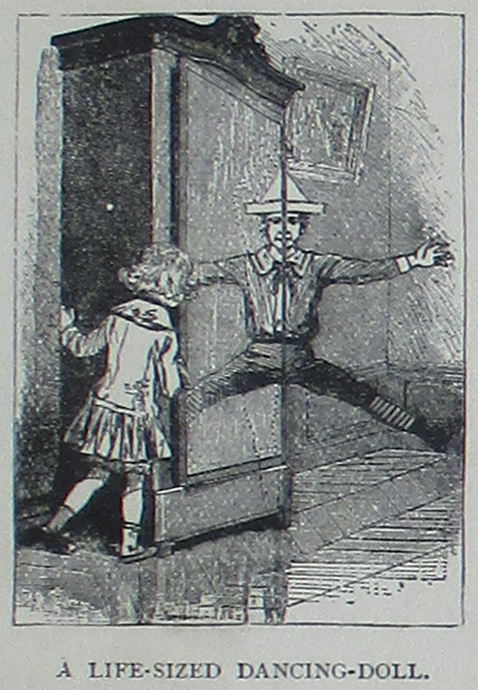
等身大の踊る人形
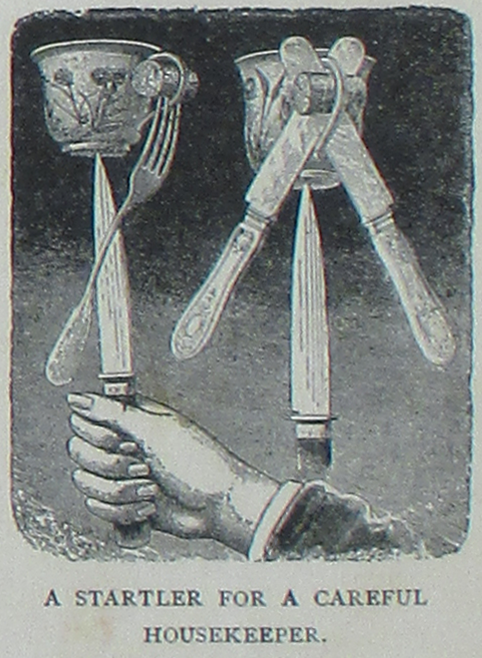
慎重な家政人の驚異
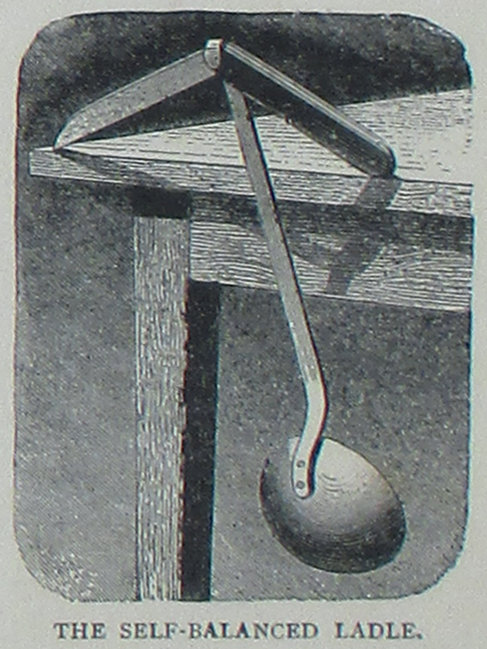
バランスを取るレードル